# Automeris grammodes
Espèce
Automeris grammodes est une espèce de papillons de la famille des Saturniidae.